# Pueblos indígenas de Brasil
Los pueblos indígenas de Brasil comprenden un gran número de distintos grupos étnicos que habitaban el actual territorio brasileño antes de la llegada de los europeos en el siglo XVI. En 2022 la población de origen indígena representaba en Brasil el 0,8%.

## Historia y procesos de adaptación

### Origen

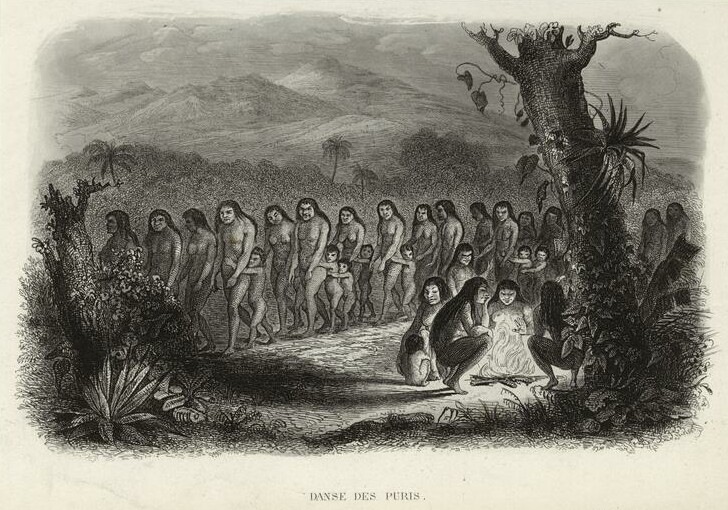
Danza puri.

Existen dos tesis que explican el poblamiento humano del continente americano. Una de ellas sostiene que la mayoría de los nativos americanos descienden de tribus migratorias provenientes de Siberia, en el norte asiático, las que cruzaron por el Puente de Beringia y luego se separaron en distintas direcciones. En Brasil, particularmente, la mayoría de las tribus nativas que habitaban el territorio hacia el año 1500 se piensa que descienden de la primera oleada de inmigrantes, quienes habrían llegado a América hacia el año 9000 a. C. durante la última era glacial, alcanzando la cuenca del Amazonas alrededor del 6000 a. C., tras haber pasado el istmo de Panamá. Una segunda hipótesis se apoya en descubrimientos recientes, tales como el esqueleto de Luzia en Lagoa Santa (Minas Gerais) han evidenciado la diferenciación morfológica entre el genotipo asiático y el aborigen americano, más similar al de los indígenas de África y Australia. Estos habitantes primigenios posteriormente habrían sido desplazados por los inmigrantes siberianos, siendo los nativos de la Patagonia y la Tierra del Fuego los últimos representantes de estos pueblos aborígenes. 
Con respecto al poblamiento del Brasil actual, en el Parque nacional de Serra da Capivara se han encontrado indicios no solo de una cultura, sino de varias culturas ordenadas por edades geológicas que comprueban la existencia de diversos grupos con organizaciones sociales sofisticadas, siendo la evidencia de ello el hallazgo de piezas de cerámica, vasos, esculturas, y otros accesorios domésticos junto a esqueletos de gigantescos animales prehistóricos. En Brasil habitó un ser humano muy remoto, desde aproximadamente 11.500 años arqueológicamente hablando, con su cosmogonía y mundo simbólico, que dejó fósiles y objetos de arte, como testimonios de su pasado. Ocupó el territorio en el Pleistoceno, caracterizado por una gran inestabilidad ambiental. El clima era más seco y las temperaturas sensiblemente más bajas, había pocas manchas de bosques y gran parte de Brasil estaba cubierto por vegetación baja (cerrados y caatingas). Aun nada se sabe sobre estas poblaciones, ya que sus vestigios son escasos y difíciles de encontrar, pues corresponden a los primeros bandos nómades de cazadores que comenzaron a recorrer el país, muy lentamente. Los restos de sus ocupaciones están enterrados en grandes profundidades y pocos sobrevivieron al paso del tiempo. En las excavaciones, generalmente, se encuentran apenas leves rastros de antiguas hogueras y unos cuantos fragmentos de piedra, probablemente lascas. Pero es a través del arte rupestre donde más datos sobre la cotidianeidad de estos pueblos pueden ser encontrados. Las imágenes de los cazadores brasileños del Pleistoceno muestra figuras en movimiento, revelando diversas escenas de su vida diaria. La lucha, caza, danzas rituales y sexo ilustran diferentes paneles. Las figuras humanas se ven portando bastones y disparadores como armas, cargando cestas con alimentos recolectados, o bailando alrededor de un árbol.

### Encuentro de dos civilizaciones
Hacia inicios del siglo XVI, el litoral bahíano estaba ocupado por dos naciones indígenas del grupo lingüístico tupí: los tupinambás, que ocupaban la faja comprendida entre la costa del Dendê y el río São Francisco, y los tupiniquins, que se extendían de la costa del Dendê hasta el límite con el actual estado de Espírito Santo. Hacia el interior, ocupando el área paralela a aquella apropiada por los tupiniquins, estaban los aimorés. Tales grupos provenían de Alto Xingú, en la Amazonia y dominaban aquellos territorios hace cinco siglos, cuando los europeos arribaron a América, un “Nuevo Mundo” que rápidamente comenzó a explorarse y colonizarse. Los españoles fueron los primeros, llegando por el mar Caribe a las Antillas y desde ahí al resto del continente, principalmente por la vertiente occidental de la Cordillera de los Andes. Los portugueses, por su parte, llegaron a la costa brasileña, dando inicio a un proceso de explotación de los nuevos territorios que se extendería hasta los albores del siglo XX, gradualmente en las tierras que estaban ocupadas por los aborígenes. 
Tras cuarenta y tres días de viaje, el hidalgo portugués Pedro Álvares Cabral avistó el Monte Pascoal (a 156 km de Porto Seguro, en el litoral sur del estado de Bahía) el 22 de abril de 1500, teniendo al día siguiente el primer contacto con los indígenas. El 24 de abril, siguió a lo largo del litoral hacia el norte en busca de abrigo, fondeando en la actual bahía de Santa Cruz Cabrália, donde permaneció hasta el 2 de mayo. Cabral tomó posesión, en nombre de la Corona portuguesa, de la nueva tierra, la cual denominó Isla de Vera Cruz, retomando luego la ruta de Vasco da Gama rumbo a las Indias. El encuentro entre portugueses e indígenas está muy bien documentado en la famosa carta escrita por Pero Vaz de Caminhaal rey Manuel I. En ella se evidencia que el choque cultural fue evidente: los aborígenes no reconocían los animales que traían los navegantes, quienes les ofrecieron comida y vino que los indios rechazaron. Al mismo tiempo, los portugueses miraban con fascinación los objetos que portaban los indígenas: joyas de plata y de oro.

### Pueblos nativos y la colonización europea

#### Primeros contactos

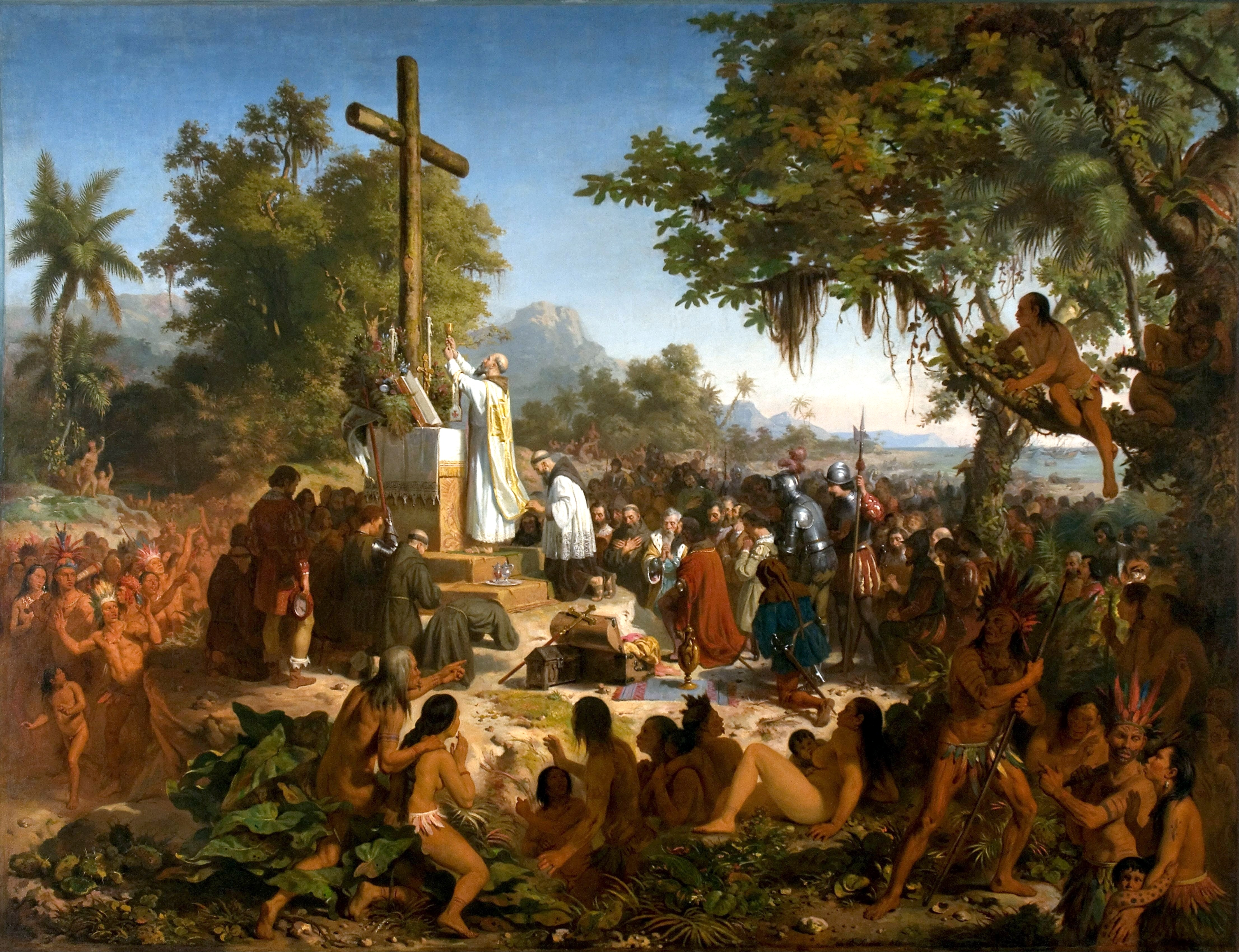
"La Primera Misa en Brasil" (1861), pintura de Victor Meirelles.

Los portugueses no mostraron mucho interés por Brasil en un inicio, pues estaba en auge el comercio de especias, y porque estaban en busca de riquezas minerales, pero el principal tesoro que encontraron fue el palo brasil, árbol de donde se extraía una sustancia colorante, usada para teñir tejidos. La madera, dada su gran resistencia, era usada para mobiliario y en la construcción de barcos. Pero como el comercio de palo brasil rendía mucho menos que la pimienta y la nuez moscada, el interés de Portugal se limitó al envío de unas pocas expediciones. Hasta 1530, la intervención de Portugal se resumió al envío de algunas escuadras para la verificación de la costa, para la exploración comercial de palo brasil, fundándose feitorias, establecimientos pasajeros donde se almacenaba el palo brasil hasta la llegada de la próxima flota. Eran atacadas constantemente por barcos franceses y sobre todo por rebeliones indias.
En un inicio, llegaban a Brasil pocas mujeres portuguesas, lo que provocó un gran mestizaje, formándose matrimonios interraciales (portugueses-indias). Una segunda generación, sus hijos mamelucos, conocían la lengua nativa y tenían otras facilidades de relacionarse con los aborígenes. Algunos se convirtieron en famosos bandeirantes como Francisco Dias Velho. Algunos historiadores afirman que a partir de 1516 es cuando se inicia realmente la colonización, con la orden de Manuel I de distribuir, gratuitamente, oficios a los portugueses dispuestos a poblar Brasil. En 1518, sin embargo, los indios exterminarían la colonia de Porto Seguro, atacando la iglesia y una feitoria. Otros historiadores sitúan el inicio de la colonización cerca de 1530, cuando comenzó la cultura de la caña de azúcar y la instalación de engenhos para la fabricación de azúcar. Durante el siglo XVI, las poblaciones colonizadoras se concentraban en el litoral, ya que los colonos le tenían miedo al bosque y a los indios. Tal cosa comenzó a cambiar cuando los jesuitas empezaron a fundar misiones en el interior. Sacerdotes jesuitas llegaron con el primer Gobernador General como asistentes clericales de los colonos, con la intención de convertir a los indígenas al catolicismo. Presentaron argumentos en apoyo de la noción de que los indígenas deben ser considerados humanos y extrajeron una bula papal (Sublimis Deus) que proclama que, independientemente de sus creencias, deben ser considerados seres humanos plenamente racionales, con derechos a la libertad y la propiedad privada y, que no deben ser esclavizados.  A partir de ahí, aumentó considerablemente la extensión del territorio, por acciones de expediciones militares del gobierno portugués para expulsar extranjeros (sobre todo a los jesuitas), por la exploración económica de riquezas naturales del sertón, por la acción de los bandeirantes que buscaban apresar indios y hallar metales preciosos, y por los criadores de ganado cuyos rebaños y haciendas fueron "empujados" al interior.[cita requerida] Para 1800, la población del Brasil colonial había llegado a aproximadamente 2,21 millones, de los cuales solo aproximadamente 100.858 eran indígenas. Para 1850, ese número se había reducido a un estimado de 52.126 personas, de 1,86 millones.

#### Enfermedades y guerra
Decenas de millares de personas murieron como consecuencia del contacto con los europeos y las enfermedades por ellos traídas. Dolencias como gripe, sarampión, tos ferina, tuberculosis y viruela, afectaron, a sociedades indígenas enteras. En cuanto a los procesos de adaptación social de los indígenas al modelo implantado por los conquistadores en el territorio por ellos previamente habitado, se puede decir que los europeos instalaron y propiciaron una ruptura demográfica y social mediante la conquista portuguesa, haciendo que los padrones primigenios de organización social y de manejo de recursos naturales de los pueblos indígenas que actualmente viven en el territorio brasileño no fueran representativos de los padrones de las sociedades precoloniales. Este es un punto controvertido entre los investigadores, porque aun no hay datos suficientes provenientes de trabajos arqueológicos, antropológicos y de historia indígena que se centren en el impacto del contacto europeo sobre los pueblos indígenas para que se pueda hacer tal afirmación. Durante el siglo XIX, se registraron algunos casos de brasileños que usaban las epidemias de viruela como arma biológica contra los indios. Un caso "clásico", según el antropólogo Mércio Pereira Gomes, es el de la villa de Caxias, en el sur de Maranhão, hacia 1816. Los hacendados, para conseguir más tierras, "obsequiaban" a los indios timbira ropas de personas infectadas por la enfermedad (que normalmente eran quemadas para evitar contaminación). Desde la década de 1940 en adelante, los pueblos indígenas juma fueron atacados por personas que buscaban las riquezas de sus tierras, según la profesora Luciana França, de la Universidad Federal de Pará Occidental (norte de Brasil). La última masacre documentada del pueblo juma fue en 1964, cuando los extractores de caucho de una comunidad cercana mataron a decenas de indígenas. En 1967 el Informe Figueiredo, elaborado por el fiscal Jader Figueiredo a pedido del gobierno militar destaca las acusaciones de que una tribu de indios Pataxó en el sur de Bahía fue extinguida por una infección deliberada, el investigador Rafael Pacheco también cita casos de las últimas décadas en Paraná y Mato Grosso do Sul, en los que terratenientes arrojaron pesticidas desde un avión sobre las aguas, tierras y plantaciones de las tribus avá-guaraní, guaraní y kayowa, causando graves daños a los indígenas.
Más allá del mestizaje de los indígenas con los europeos, el proceso colonizador de Brasil por parte de la Corona Portuguesa significó la extinción de gran parte de las sociedades originales que vivieron en el territorio dominado, mediante la acción armada, el contagio de enfermedades traídas de Europa desconocidas en América, o incluso, a través de la implantación hegemónica de políticas de asimilación de los indios a la nueva sociedad. El impacto fue inmenso, y no hay cifras precisas sobre la población existente hacia la época de la llegada de los europeos, teniéndose como referentes demográficos estimativos en el año 1500 entre 1 a 10 millones de habitantes aborígenes. Se estima que solo en la cuenca amazónica existieron unos 5.600.000 habitantes. También en términos estimativos, los lingüistas creen que cerca de 1.300 lenguas diferentes eran habladas por las distintas sociedades indígenas entonces existentes en el territorio que corresponde a los actuales límites de Brasil. De todo aquello, muy poco es lo que queda hoy en día.
El exterminio continuó hasta épocas relativamente recientes. Según registra en su obra el investigador y activista Stephen Corry «(...) En 1963, por ejemplo, la comunidad de los indígenas "cintas largas" de Brasil fue dinamitada desde un avión por unos recolectores
de caucho que querían deshacerse de ella. Durante el juicio, doce años más tarde en 1975, uno de los asesinos llamado José Duarte de Prado se jactó abiertamente de que “es bueno matar indígenas”».

## Modos de vivienda
Todos los grupos indígenas tenían como características comunes la ausencia del concepto de propiedad material, pues no se interesaban por la acumulación personal de riqueza; se agrupaban en naciones, tribus y aldeas, donde vivían en malocas; el conjunto de varias malocas formaba una aldea, y el conjunto de aldeas una nación. El trabajo era dividido según sexo y edad. La familia podía ser monogámica o poligámica. Legaron una fuerte herencia cultural en los alimentos, enseñando a los europeos a comer mandioca, maíz, guaraná, palmitos; en los objetos, sus redes, canoas, trampas para caza y pesca; en el vocabulario: en topónimos como Curitiba, Piauí, etc.; en nombres de frutas nativas o de animales: cajú, yacaré, abacaxi, tatú. Enseñaron algunas técnicas como el trabajo en cerámica y la preparación de harina, y dejaron hábitos como el uso del tabaco, o la costumbre de bañarse a diario.

### Las viviendas indígenas

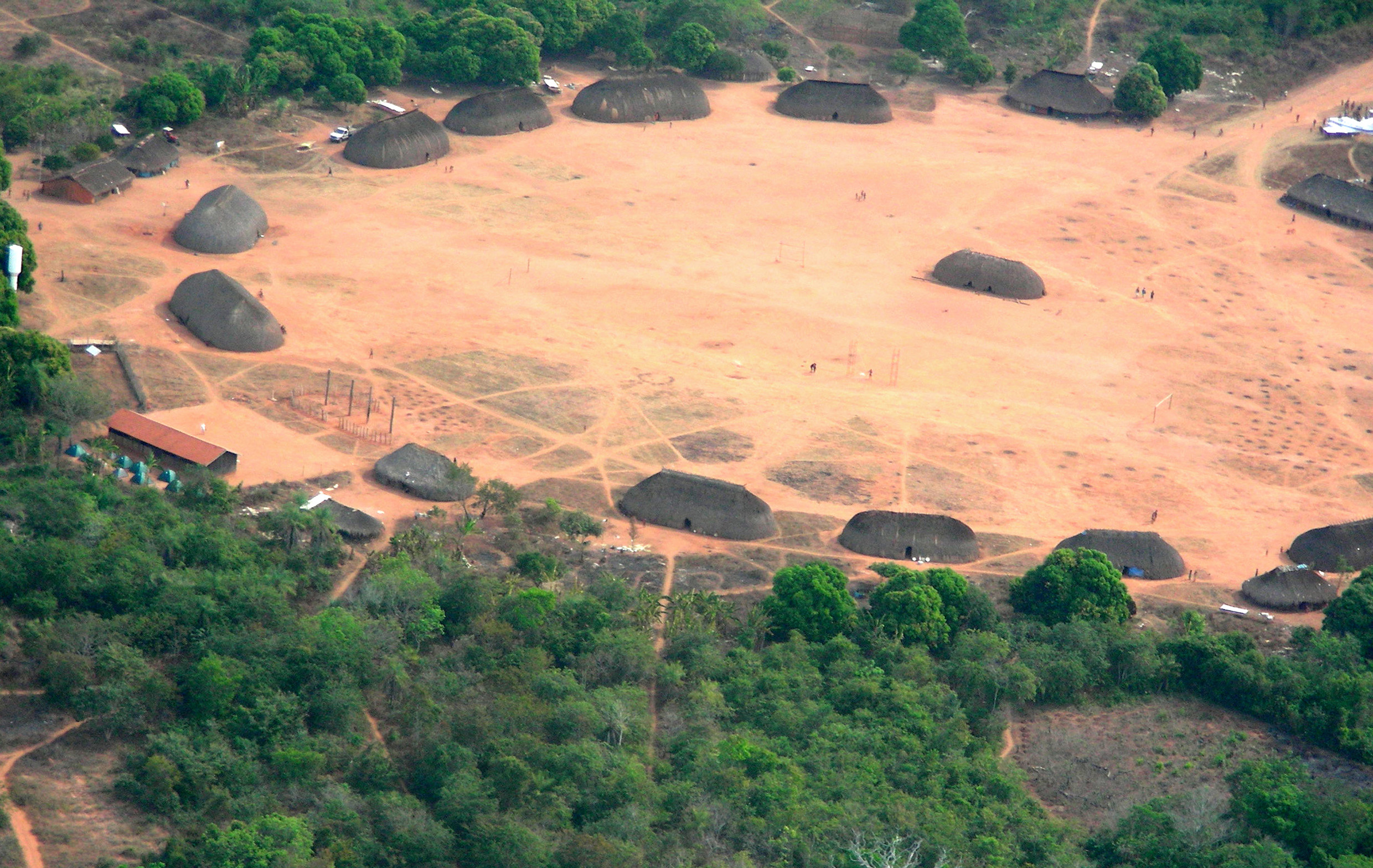
Aldea en la Reserva Xingu.

Los Panará viven en aldeas circulares, en donde las residencias se encuentran ubicadas fuera del círculo. En el centro, espacio para actividades políticas y rituales, se localiza la Casa dos Homens. Las aldeas de los Krahó siguen el ideal de disposición de las casas a lo largo de una larga vía circular, cada una unida por un camino radial al patio central. Los Gavião Parkatejê llaman a sus aldeas Kaikotore, las que se componen de 33 casas de mampostería dispuestas en círculo, de cerca de 200 metros de diámetro. Tienen un largo camino alrededor, frente a las casas y varios caminos radiales que conducen al patio central, donde se desarrollan todas las actividades ceremoniales. En gran parte de las actuales aldeas xavante del Mato Grosso, las casas no siguen el patrón: unas combinan base de mampostería y techo de paja, otras son enteras de paja, pero con paredes y techo separados. El gusto por viviendas de base circular, dispuestas conjuntamente en forma de "herradura" (un semicírculo abierto de casas hacia el curso de agua más cercano), continúa, vigente entre los xavante. Entre los Marubo, la única construcción habitada es la casa alargada, cubierta de paja y de harina desde la cumbre al suelo, que se localiza en el centro de la aldea. Las construcciones que hay alrededor, erguidas por pilotes, sirven más como depósitos y son de propiedad individual. Los Enawene nawe viven en aldeas formadas por grandes casas rectangulares y una casa circular, localizada más o menos en el centro, donde están guardadas sus flautas. En el patio central, son realizados diversos rituales y juegos. Los Yanomami suelen vivir en una casa que congrega a varias familias, la maloca Toototobi, en donde se reúnen todos los miembros de la aldea, siendo considerada como la entidad política y económica autónoma. Las casas de los Assurini del estado de Pará, son construidos con madera de paxiúba (paredes y pisos) y paja de ubim (cobertura y, a veces, paredes). La arquitectura de las casas sigue el padrón regional. Algunas son construidas sobre palafitos. Actualmente, los Fulniô se alternan entre dos aldeas. Una de ellas se localiza junto a la ciudad de Águas Belas. La otra es el lugar sagrado del ritual del Ouricuri, donde los indígenas se establecen en los meses de septiembre y octubre.

### Arte indígena
Desde el siglo XVI, varios objetos para el sexo, edad y posición social. Exige también conocimientos específicos sobre los materiales empleados, de las ocasiones adecuadas para la producción, etc. Las formas de manipular pigmentos, plumas, fibras vegetales, arcilla, madera, piedra y otros materiales confieren singularidad a la producción amerindia, diferenciándola del arte occidental, así como de la producción africana o asiática. Por lo tanto, no se trata de un único “arte indígena”, sino de diversos “artes indígenas”, ya que cada pueblo posee particularidades en su manera de expresarse y de conferir sentido a sus producciones. Las bases de tales expresiones transcienden las piezas exhibidas en los museos y ferias (vasijas, cestos, calabazas, redes, remos, flechas, bancos, máscaras, esculturas, mantos...), una vez que el cuerpo humano es pintado, escarificado y perforado; así como son construcciones rocosas, árboles y otras formaciones naturales; sin contar la presencia crucial de la danza y de la música. En todos esos casos, el orden estético está vinculado a otros dominios del pensamiento, constituyendo medios de comunicación –entre hombres, entre pueblos y entre mundos– y modos de concebir, comprender y reflejar el orden social y la cosmovisión de los indígenas. En las relaciones entre los pueblos, los artefactos también son objeto de trueque, inclusive con el “hombre blanco”. Últimamente, el comercio con la sociedad envolvente ha significado una alternativa de generación de ingresos por medio de la valorización y divulgación de su producción cultural.

## Situación actual de los pueblos indígenas brasileños

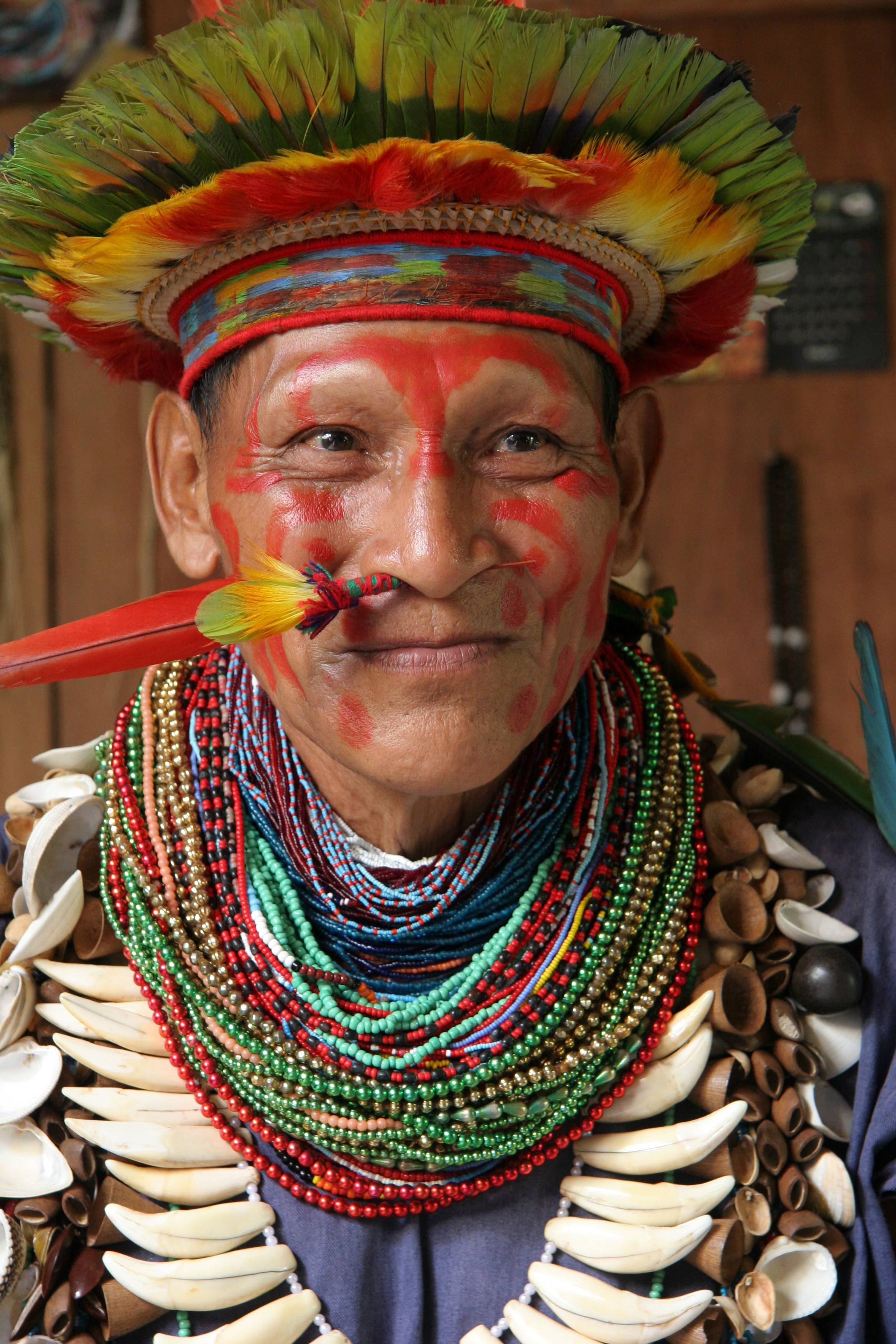
Chamán de una tribu amazónica.

Cuando se observa el mapa de distribución de los pueblos indígenas en el territorio brasileño actual, se puede ver claramente los reflejos del movimiento de expansión político-económica ocurrida históricamente. Los pueblos que habitaban la costa oriental, en la mayoría hablantes de lenguas del tronco tupí-guaraní, fueron diezmados, dominados u obligados a refugiarse en las tierras del interior para evitar el contacto. Hoy, solamente los Fulniô (de Pernambuco), los Maxakali (de Minas Gerais) y los Xokleng (de Santa Catalina) conservan sus lenguas. Curiosamente, sus lenguas no son tupí, pero pertenecientes a tres familias diferentes ligadas al tronco Macro-Gê. Los guaraníes, que viven en diversos estados del Sur y Sudeste brasileño y que también conservan su lengua, migraron del Oeste en dirección al litoral en años relativamente recientes. Las demás sociedades indígenas que viven en el Nordeste y Sudeste del país perdieron sus lenguas y solo hablan portugués, manteniendo únicamente y en algunos casos, palabras aisladas que utilizan en rituales y otras expresiones culturales. La mayor parte de las sociedades indígenas que consiguieron preservar sus idiomas vive actualmente en el Norte, Centro-Oeste y Sur de Brasil. En otras regiones, fueron siendo expulsadas a medida que la urbanización avanzaba. Hoy viven 1,6 millones de indios, distribuidos en 225 sociedades indígenas, siendo cerca del 0,8% de la población total brasileña. Cabe esclarecer que este dato demográfico considera solo aquellos indígenas que viven en aldeas, habiendo estimaciones de que, más allá de estas, hay entre 100 a 190 mil viviendo fuera de las terras indígenas, incluyendo áreas urbanas. Hay también 63 referencias de indios aún no contactados por el gobierno brasileño. 

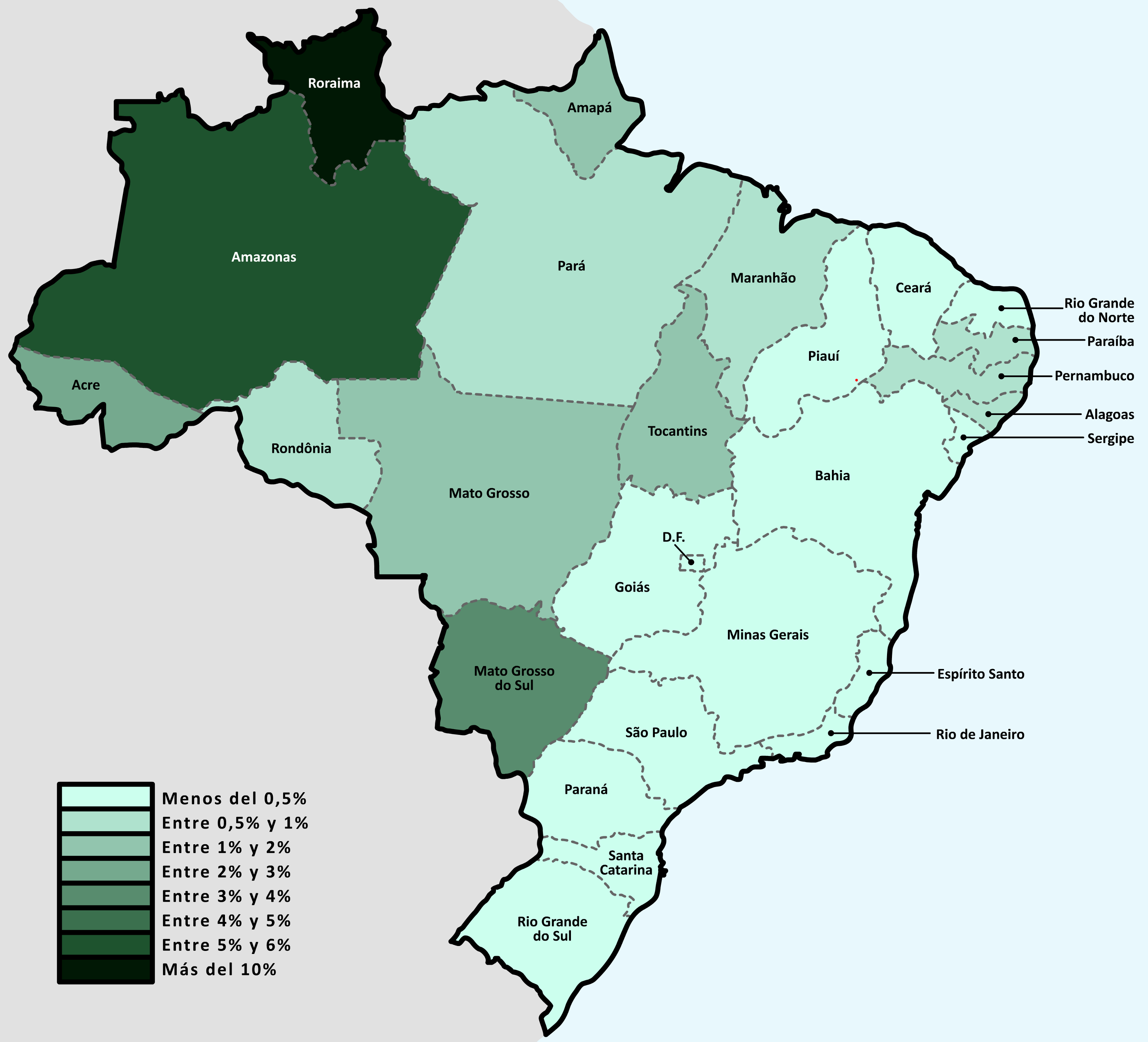
Porcentaje de la población indígena por estados (2010).

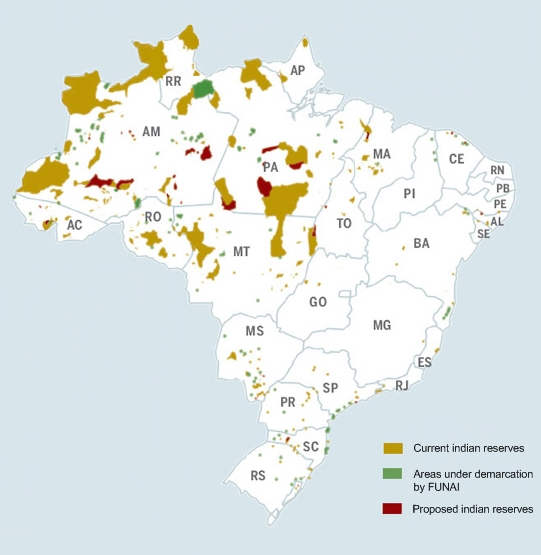
Estatus de los territorios indígenas en Brasil.

En las últimas décadas, el criterio de autoidentificación étnica ha sido el más ampliamente aceptado por los estudiosos de la temática indígena. En los años ‘50, el antropólogo brasileño Darcy Ribeiro se basó en la definición elaborada por los participantes del II Congreso Indigenista Interamericano, en Perú, en 1949, para así definir al indígena como: 
«(...) aquella parte de la población brasileña que presenta problemas de desadaptación a la sociedad nacional, motivados por la conservación de costumbres, hábitos o meras lealtades que la vinculan a una tradición precolombina. O, en un sentido más amplio: indio es todo aquel individuo reconocido como miembro por una comunidad precolombina que se identifica étnicamente diferente de la nacional y es considerada indígena por la población brasileña con la cual está en contacto.»
Una definición muy semejante fue adoptada por el Estatuto do Índio (Ley Federal N.º 6.001, del 19.12.1973), que orientó las relaciones del Estado brasileño con los pueblos indígenas hasta la promulgación de la Constitución de 1988. 
Pese a décadas de sostenido exterminio, los indígenas de Brasil han logrado sobrevivir. No solo biológicamente, sino también desde el punto de vista de las tradiciones culturales, según lo comprueban estudios recientes, los cuales demuestran que la población indígena ha ido aumentando con cierta rapidez en las últimas décadas. Todavía son un ejemplo concreto y significativo de la gran diversidad cultural existente en el país. Sus antepasados contribuyeron con muchos aspectos de sus diversificadas culturas a la formación de lo que actualmente es Brasil: un país de vasta extensión territorial, cuya población está formada por los descendientes de europeos, negros, indígenas y, más recientemente, de inmigrantes provenientes de países asiáticos, que mezclaron sus diferentes lenguas, religiones y tradiciones culturales en general, propiciando la formación de una nueva cultura, fuertemente marcada por contrastes. Más de la mitad de la población indígena está localizada en las regiones Norte y Centro-Oeste de Brasil, principalmente en el área de la Amazonia. Aun así, hay población indígena viviendo en todas las regiones brasileñas, en mayor o menor número, exceptuando los estados de Piauí y Río Grande del Norte.

### Problemas a los que se enfrentan
La mayoría de los pueblos indígenas de Brasil han visto su territorio reducido al mínimo tras sucesivas invasiones, expulsiones y usurpaciones a manos del Gobierno, empresas madereras, ranchos ganaderos y grandes plantaciones. El contacto con colonos, buscadores de oro y otros trabajadores, que a menudo operan de forma ilegal, ha causado continuas epidemias de enfermedades ante las cuales los pueblos indígenas no tienen inmunidad. Muchas comunidades han sido diezmadas.

### Algunos grupos étnicos

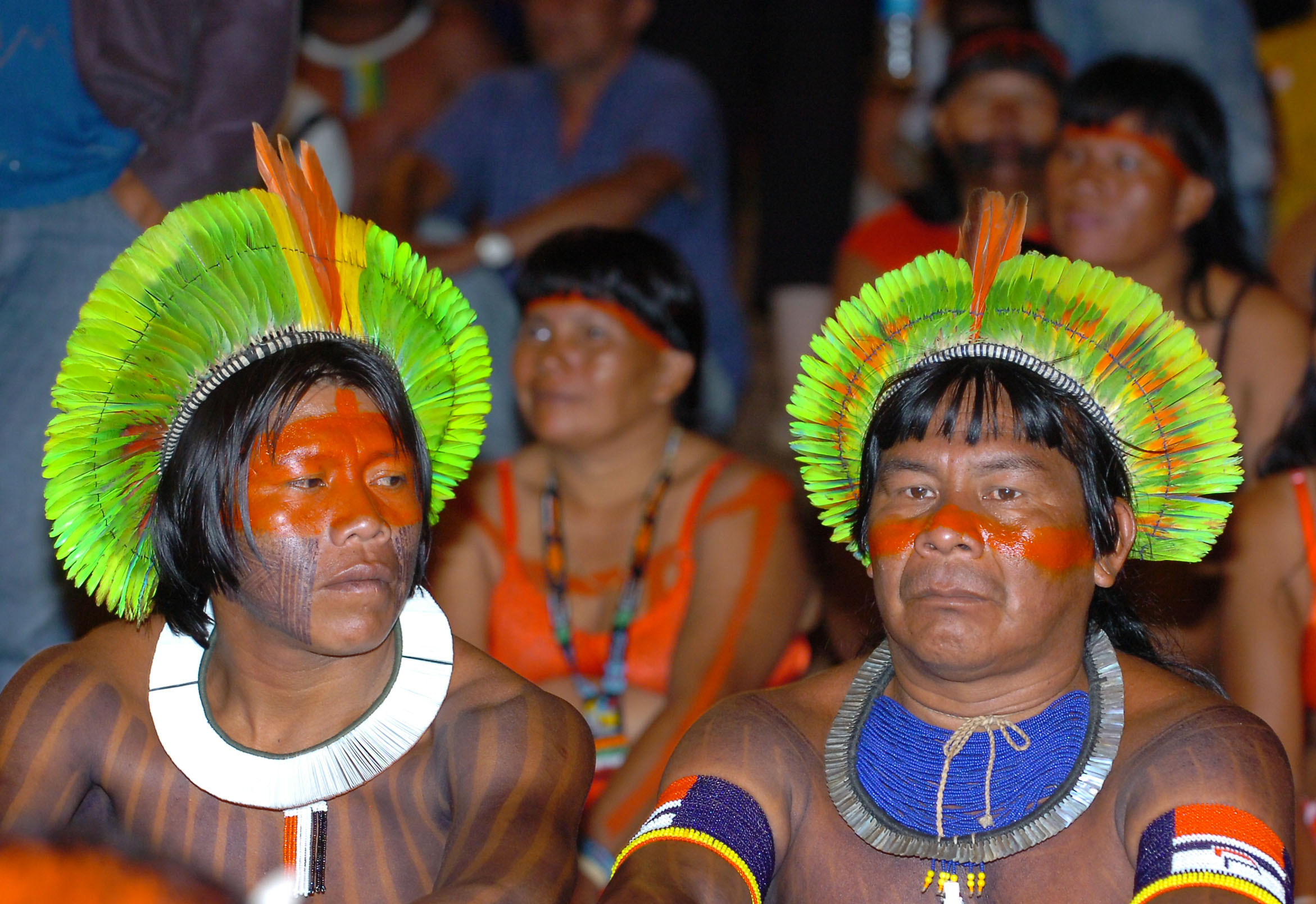
Audiencia pública sobre derechos humanos de los pueblos indígenas en Brasilia (2007).

Artículo principal: Lista de pueblos indígenas de Brasil
- Aché
- Amanyé
- Awá
- Baniwa
- Botocudo
- Chamacoco
- Chiripá
- Cubeo
- Enawene nawe (Saluma)
- Guenoa
- Guaraníes
- Guaycurú
- Hupdë
- Káingang
- Kamayurá
- Karajá
- Kayapó
- Korubo
- Karapoto

- Mbyá

- Munduruku
- Ofaié
- Paí tavyterá
- Panará o Kreen-akarore
- Payaguá
- Pirahã
- Pitaguari
- Serene-mawe
- Tapirape
- Vapichana
- Ticuna
- Tremembé
- Tucano
- Tupí
- Tupiniquin (Tupinikim)
- Txukahamei
- Xavante
- Xokó
- Xucuru
- Yanomami
- Yawanawa
- Zo'é

### Lenguas indígenas de Brasil

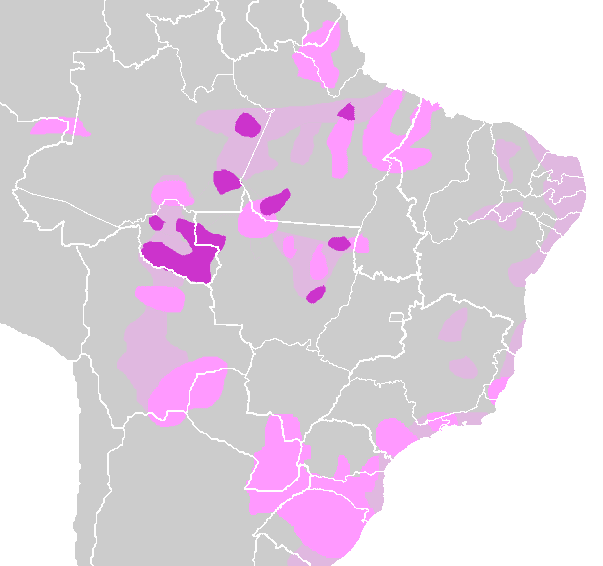
Las lenguas tupí son la familia de lenguas más extendida de toda la Amazonia.

Actualmente en Brasil se siguen hablando unas 170 lenguas indígenas, que se han clasificado en unas 20 familias de lenguas diferentes. La gran mayoría de estas lenguas están muy minorizadas, el número medio de hablantes de lengua indígena estaba en torno a 155 individuos en 1999. La mayor parte de los indígenas son bilingües en portugués, tendiendo a desaparecer el monolingüismo entre los indígenas. Las principales familias de lenguas indígenas en Brasil son las lenguas tupí, las lenguas arawak, las lenguas macro-yê y las lenguas caribes.

### Documentales
- Children of the Amazon, un documental sobre los pueblos indígenas en Brasil
- Documental sobre la Pacificación en la Amazonía